# Мушкарац
Мушкарац је одрасло људско биће мушког пола (тј. особа која продукује мушке полне ћелије). Ради продужења врсте, мушкарац има полне односе са женом, односно са женком људског бића.
Као и код већине других сисарских мужјака, геном мушкарца типично наслеђује X хромозом од мајке, а Y хромозом од оца. Мушки фетус производи веће количине андрогена и мање количине естрогена од женског фетуса. Ова разлика у релативним количинама тих сексуалних стероида је у великој мери одговорна за физиолошке разлике по којима се разликују мушкарци од жена. Током пубертета, хормони који стимулишу продукцију андрогена доводе до развића секундарних полних карактеристика, и услед тога се појављују веће разлике између полова. Постоје изузеци који се јављају код трансродних и интерсексуалних мушкараца.

## Биологија и пол
Људи испољавају полни диморфизам у погледу мноштва карактеристика, многе од којих немају директну везу са репродуктивном способношћу, мада већина тих карактеристика има улогу у сексуалној привлачности. Већина израза полног диморфизма код људи се налази у висини, тежини и структури тела, иако увек постоје изузеци који не прате свеукупни образац. На пример, мушкарци имају тенденцију да буду виши од жена, али има много људи оба пола који су у средњем висинском опсегу врсте.
Неки примери мушких секундарних полних карактеристика код људи, које се јављају кад дечаци постану мушкарци или касније у животу су:
- више стидне длаке
- више длаке на лицу
- веће шаке и стопала
- шира рамена и груди
- већа лобања и коштана структура
- већи кранијални капацитет
- већа мишићна маса
- проминентнија Адамова јабучица и дубљи глас
- већа висина
- већи однос дужина цеванице и бедрене кости

### Полне карактеристике
Код људи, пол појединца се генерално одређује у време оплодње генетским материјалом који носи сперматозоидна ћелија. Ако ћелија сперме која носи X хромозом оплоди јајну ћелију, потомство је типично женско (XX); ако сперматозоидна ћелија која носи Y хромозом оплоди јајну ћелију, потомство ће типично бити мушко (XY). Особе чија се анатомија или хромозомско устројство разликују од овог патерна називају се интерсексуалним.
Ово се назива XY системом детерминације пола и то је типично за већину сисара, мада сасвим мали број других система детерминације полова постоји, укључујући неке који нису генетички.
Термин примарне полне карактеристике означава врсту гамета коју гонада производи: јајници производе јајне ћелије код жена, а тестиси производе сперматозоидне ћелије код мушкараца. Термин секундарне полне карактеристике означава све друге полне разлике које играју посредне улоге у уједињавању сперматозоида и јајних ћелија. Секундарне полне карактеристике обухватају све, од специјализованих мушких и женских својстава гениталног тракта, до брилијантног перја мужјака птица или људске длаке на лицу, до бихевиоралних својства као што је удварање.

### Род
Биолошки фактори нису довољне одреднице тога да ли нека сматра себе мушкарцем, или га други сматрају мушкарцем. Интерсексуалне особе, чије физичке или генетске карактеристике су такве да се сматрају мешаним или атипичним за један или други пол, могу да користе друге критеријуме за јасно одређивање. Такође постоје трансродни и транссексуални мушкарци, којима је додељено да су жене при рођењу, али се идентификују као мушкарци; постоје различите друштвене, правне и индивидуалне дефиниције у вези са овим питањима. (Погледајте трансмушкарац.)

### Репродуктивни систем
Полни органи мушкарца су део репродуктивног система, и састоје се од тестиса, семевода, простате и пениса. Функција мушког репродуктивног система је да производи ејакулат који носи сперматозоиде то јест генетичке информације које се укрштају са јајном ћелијом коју производи жена. Када сперматозоиди уђу у материцу жене а затим у јајовод, могу да оплоде јајну ћелију, која се затим развија у фетус (дете).

### Полни хормони
Код сисара, хормони који утичу на полну диференцијацију и развиће су андрогени (углавном тестостерон), који стимулише касније развиће јајника. У полно недиференцираном ембриону, тестостерон стимулише развиће Волфинових канала, пениса, и затварање лабиоскроталних набора у скротум. Још један значајан хормон у полној диференцијације је антимилеријански хормон, који инхибира развиће парамезонефринских канала.

### Болести
Генерално гледано мушкарци оболевају од знатног броја истих болести као и жене. У поређењу са женама, мушкарци су подложни нешто већем броју болести. Очекивани животни век мушкараца је нешто краћи од животног века жена, иако су се разлике последњих година смањиле.
На мушкарце током пубертета делује тестостерон, заједно са гонадотропинима које излучује хипофиза. Они стимулишу сперматогенезу, заједно формирањем својстава по којима се мушкарци полно разликују од жена, док на жене делују естрогени и прогестероне да би произвела полна разлика од мушкарца.

## Мушкост
Мушкост вуче своје корене из генетике (погледајте пол). Стога, мада се мушкост различито манифестује у различитим културама, постоје заједнички аспекти дефиниције мушкости међу културама. Понекад родни научници користе фразу „хегемонијска мушкост” да би нагласили разлику између најдоминантније форме мушкости од других варијанти. Средином двадесетог века у САД, на пример, Џон Вејн је могао представљати један облик мужевности, док је Алберт Ајнштајн могао сматрати мушким, али не у истом „хегемонистичком” моду.
Антропологија је показала да сама мушкост има друштвени положај, исто као и богатство, раса и друштвена класа. У западној култури, на пример, већа мушкост обично доноси већи друштвени статус. Многе речи одражавају то стање. Подразумева се веза са физичком или моралном снагом. Мушкост је више повезана са одраслим мушкарцима, него са дечацима.
Познато је пуно тога о развоју мушких карактеристика. Процес полне диференцијације који је специфичан за репродуктивни систем врсте Homo sapiens подразумевано производи жену.  ген на Y хромозому, међутим, омета подразумевани процес, изазивајући ланац догађаја који, ако је све остало једнако, доводи до стварања тестиса, производње андрогена, као и опсега пренаталних и постнаталних хормонских ефеката које обухвата термин маскулинизација, или вирилизација. С обзиром на то да маскулинизација преусмерава биолошке процесе са задате женске руте, она се тачније назива дефеминизација.
Води се екстензивна дебата о томе како деца развијају родне идентитете.
У многим културама испољавање карактеристика које нису типичне за дати род индивидуе може да постане друштвени проблем за ту особу. Међу мушкарцима, испољавање женственог понашања се може сматрати знаком хомосексуалности, а исто важи и за жене које испољавају мушкобањасто понашање. У социологији је таква етикетирања и кондиционирања позната као родне претпоставке и део су социјализације ради бољег уклапања у обичаје дате културе. Кореспондирајућа друштвена осуда прекомерне мужевност може се изразити у терминима као што су „мачизам” или „тестостеронско тровање”.
Релативна важност улога социјализације и генетике у развићу мушкости је и даље предмет дебата. Док социјално кондиционирање очевидно има улогу, такође се може приметити да одређени аспекти мушког идентитета постоје у готово свим људским културама.
Историјски развој родних улога је адресиран пољима као што су бихевиорална генетика, еволуционарна психологија, људска екологија и социобиологија. Чини се да све људске културе подстичу развој родних улога, путем литературе, костима и песама. Неки од примера тога су Хомерови епови, приче краља Артура у енглеској литератури, нормативни коментари Конфучије или биографске студије Мухамеда. Специјализованији третмани мушкости се могу наћи у радовима као што су Багавад Гита или Бушидоов Хагакуре.

## Галерија
- Мушкарац са Тасманије
- Будиста са Тајланда
- Мушкарац из Камеруна
- Урођеник из Мексика
- Мушкарац из Индије Рабиндранат Тагор
- Портрет Србина из Херцеговине, Луке Ћеловића
- Мушкарац из Ирака
- Млади мушкарац из Немачке